# Jikkyou Powerful Pro Yakyuu 2009
Jikkyō Powerful Pro Yakyū 2009 (実況パワフルプロ野球2009?) es un videojuego de béisbol para PlayStation 2 y Wii (bajo el Título como Jikkyō Powerful Pro Yakyū NEXT (実況パワフルプロ野球NEXT?)), fue desarrollado y publicado por Konami en marzo de 2009, exclusivamente en Japón. Es el decimosexto juego de la serie Jikkyō Powerful Pro Yakyū, el décimo para la consola de Sony y el tercero y último para la de Nintendo.
- Datos: Q18223726